# Biathlon-Juniorenweltmeisterschaften 2001
Die Biathlon-Juniorenweltmeisterschaften 2001 (offiziell: IBU Youth/Junior World Championships Biathlon 2001) begannen am 21. März 2001 und endeten am 25. März 2001. Der Austragungsort war zum ersten Mal im russischen Chanty-Mansijsk.

## Medaillenspiegel
| Platz | Land        |   |   |   |    |
| ----- | ----------- | - | - | - | -- |
| 01    | Deutschland | 5 | 2 | 2 | 9  |
| 02    | Russland    | 3 | 4 | 4 | 11 |
| 03    | Belarus     | 0 | 1 | 1 | 2  |
| 04    | Tschechien  | 0 | 1 | 0 | 1  |
| 05    | Norwegen    | 0 | 0 | 1 | 1  |

Endstand nach 8 Wettbewerben

## Zeitplan
| Datum    | Männer  | Männer                        | Frauen  | Frauen                         |
| Datum    | Uhrzeit | Wettbewerb                    | Uhrzeit | Wettbewerb                     |
| -------- | ------- | ----------------------------- | ------- | ------------------------------ |
| 21. März | 13:30   | Sprint Junioren (10 km)       | 11:00   | Sprint Juniorinnen (7,5 km)    |
| 22. März | 13:30   | Verfolgung Junioren (12,5 km) | 11:00   | Verfolgung Juniorinnen (10 km) |
| 24. März | 14:00   | Einzel Junioren (15 km)       | 11:00   | Einzel Juniorinnen (12,5 km)   |
| 25. März | 15:00   | Staffel Junioren (4 × 7,5 km) | 12:00   | Staffel Juniorinnen (3 × 6 km) |

## Ergebnisse

### Junioren
| Rang | Name                 |
| ---- | -------------------- |
| 1    | Andreas Birnbacher   |
| 2    | Nikolai Kruglow      |
| 3    | Daniel Graf          |
| 4    | Tobias Torgersen     |
| 5    | Yann Debayle         |
| 6    | Dušan Šimočko        |
| 7    | Witali Tschernyschew |
| 8    | Alexei Solowjow      |
| 9    | Michael Rösch        |
| 10   | Alexander Schukow    |

| Rang | Name                 |
| ---- | -------------------- |
| 1    | Andreas Birnbacher   |
| 2    | Nikolai Kruglow      |
| 3    | Alexei Solowjow      |
| 4    | Daniel Graf          |
| 5    | Roman Pryma          |
| 6    | Alexander Schukow    |
| 7    | Witali Tschernyschew |
| 8    | Michael Rösch        |
| 9    | Dušan Šimočko        |
| 10   | Kristian Mehringer   |

| Rang | Name                  |
| ---- | --------------------- |
| 1    | Witali Tschernyschew  |
| 2    | Sjarhej Daschkewitsch |
| 3    | Alexei Solowjow       |
| 4    | Tobias Torgersen      |
| 5    | Matej Kazár           |
| 6    | Matúš Goč             |
| 7    | Nikolai Kruglow       |
| 8    | Roman Pryma           |
| 9    | Daniel Graf           |
| 10   | Andreas Birnbacher    |

| Rang | Name                                                                           |
| ---- | ------------------------------------------------------------------------------ |
| 1    | DeutschlandMichael Rösch Kristian Mehringer Daniel Graf Andreas Birnbacher     |
| 2    | RusslandWitali Tschernyschew Alexander Schukow Alexei Solowjow Nikolai Kruglow |
| 3    | NorwegenSveinung Strand Kent Roger Guttormsen Dan Kjørmo Tobias Torgersen      |
| 4    | FrankreichYann Debayle Sylvain Mouton Julien Ughetto Sebastien Zeno            |
| 5    | LettlandJānis Pleikšnis Kristaps Lībietis Ojārs Mednis Edgars Piksons          |
| 6    | SlowakeiDušan Šimočko Matej Kazár Marek Matiaško Matúš Goč                     |
| 7    | FinnlandReima Rajala Ville Laitinen Janne Kantanen Karo Konttila               |
| 8    | PolenŁukasz Wojaczek Sylwester Kulig Dawid Paniak Grzegorz Bodziana            |
| 9    | UkraineWolodymyr Sintschenko Dmytro Kolissnyk Serhij Chubko Roman Pryma        |
| 10   | TschechienJiří Faltus Vítězslav Klvaňa Jaroslav Soukup Ondřej Moravec          |

### Juniorinnen
| Rang | Name               |
| ---- | ------------------ |
| 1    | Romy Beer          |
| 2    | Jenny Adler        |
| 3    | Julija Makarowa    |
| 4    | Solveig Rogstad    |
| 5    | Ute Niziak         |
| 6    | Tatjana Moissejewa |
| 7    | Klára Moravcová    |
| 8    | Berit Nordstad     |
| 9    | Dana Ploțogea      |
| 10   | Magda Rezlerová    |

| Rang | Name               |
| ---- | ------------------ |
| 1    | Jenny Adler        |
| 2    | Romy Beer          |
| 3    | Ljudmila Ananka    |
| 4    | Tatjana Moissejewa |
| 5    | Julija Makarowa    |
| 6    | Ute Niziak         |
| 7    | Zdeňka Vejnarová   |
| 8    | Berit Nordstad     |
| 9    | Maryke Ciaramidaro |
| 10   | Solveig Rogstad    |

| Rang | Name                |
| ---- | ------------------- |
| 1    | Tatjana Moissejewa  |
| 2    | Dana Ploțogea       |
| 3    | Julija Makarowa     |
| 4    | Michelle Volkenrath |
| 5    | Beata Kiełtyka      |
| 6    | Petra Slezáková     |
| 7    | Wolha Podolinskaja  |
| 8    | Jenny Adler         |
| 9    | Magda Rezlerová     |
| 10   | Michaela Halfarová  |

| Rang | Name                                                            |
| ---- | --------------------------------------------------------------- |
| 1    | RusslandTatjana Moissejewa Nadeschda Tschastina Julija Makarowa |
| 2    | TschechienMagda Rezlerová Zdeňka Vejnarová Klára Moravcová      |
| 3    | DeutschlandJenny Adler Michelle Volkenrath Romy Beer            |
| 4    | BelarusLjudmila Kalintschyk Wolha Podolinskaja Ljudmila Ananka  |
| 5    | NorwegenTora Berger Berit Nordstad Solveig Rogstad              |
| 6    | PolenMagdalena Kiełtyka Bernadetta Bednarz Beata Kiełtyka       |
| 7    | SlowakeiPetra Slezáková Zuzana Hasillová Natália Kundeková      |
| 8    | Vereinigte StaatenCarolyn Treacy Tracy Barnes Lanny Barnes      |
| 9    | SchwedenKarin Gustafsson Joanna Johansson Ida Eriksson          |
| 10   | UkraineTetjana Lytowtschenko Marina Borodenko Tetjana Saizewa   |